# Holcobracon limatus
Holcobracon limatus är en stekelart som först beskrevs av Cresson 1865.  Holcobracon limatus ingår i släktet Holcobracon och familjen bracksteklar. Inga underarter finns listade i Catalogue of Life.